# San Agustín (Salta)
San Agustín es una localidad del departamento Cerrillos, Provincia de Salta, Argentina.
Se encuentra en el Valle de Lerma.

## Población
Contaba con 691 habitantes (Indec, 2001), lo que representa un incremento del 4,8% frente a los 659 habitantes (Indec, 1991) del censo anterior.

## Historia
La historia del pueblo hunde sus raíces en la antigua finca de San Agustín, que fue establecida a mediados del siglo XVIII y era el casco de una de las más valiosas estancias ganaderas de aquella época. En esa época la estancia contaba con carpintería, herrería, panadería y todo lo necesario para la vida doméstica en la Salta Colonial. Perteneció a encumbradas familias españolas que emigraron a Potosí y desde allí a tierras Argentinas. 
San Agustín desde sus orígenes fue una estancia ganadera en donde se invernaba hacienda vacuna y mular, esta era llevada a la famosa feria de Sumalao una localidad cercana y desde ese lugar se comercializaba para luego trasladar todos eso animales hacia el Alto y Bajo Perú.
Con posterioridad, San Agustín fue campamento volante de la vanguardia del Gral. Martín Miguel de Güemes desde donde, le escribe un parte al Gral. Belgrano el 29 de abril de 1817. 
También esta localidad fue utilizada como cuartel general, por Felipe Heredia, en noviembre de 1838 este fue gobernador de Salta y segundo jefe del Ejército de la Confederación.
La importancia que alcanzó el establecimiento San Agustín por aquellos años dio origen al pueblo que hoy lleva su nombre. En el interior de la Estancia se encuentra una antigua capilla y en ella se conserva el Santo que dio nombre a la finca y luego al pueblo, es una imagen del siglo XVIII, también junto a él se encuentra un Cristo de tamaño natural del siglo XVII.

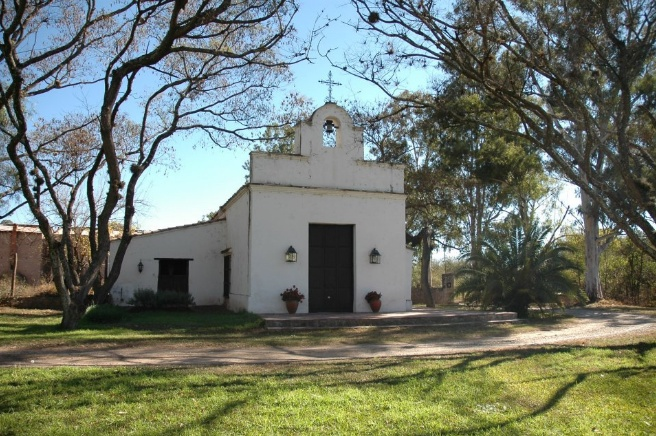
Capilla de la Antigua Estancia San Agustín en la localidad de San Agustín Provincia de Salta

## Defensa Civil

### Sismicidad
La sismicidad del área de Salta es frecuente y de intensidad baja, y un silencio sísmico de terremotos medios a graves cada 40 años.
- Sismo de 1930: aunque dicha actividad geológica catastrófica, ocurre desde épocas prehistóricas, el terremoto del 24 de diciembre de 1930 (94 años),[2] señaló un hito importante dentro de la historia de eventos sísmicos jujeños, con 6,4 Richter. Pero nada cambió extremando cuidados y/o restringiendo códigos de construcción.[1]
- Sismo de 1948: el 25 de agosto de 1948 (76 años) con 7,0 Richter, el cual destruyó edificaciones y abrió numerosas grietas en inmensas zonas[2][1]
- Sismo de 2010: el 27 de febrero de 2010 (15 años) con 6,1 Richter